# Hamza Piccardo
Hamza Roberto Piccardo (Imperia, 7 ottobre 1952) è un attivista, editore, islamista e traduttore italiano, responsabile di varie associazioni musulmane in Italia.

## Biografia
Nato a Imperia, dove tuttora risiede, si converte all'Islam nel 1975, e nel 1990 collabora con l'Unione delle Comunità ed Organizzazioni islamiche in Italia (UCOII) e viene eletto membro (e in seguito segretario nazionale e portavoce) della direzione nazionale,  promuovendo l'apertura della moschea di Imperia; seguiranno nel 1994 quella di Albenga (SV), quella di Sanremo (IM) nel 1996, Savona e Cengio (SV) nel 1998. Nel 1993 fonda la casa editrice "Al Hikma" (per libri specialistici e divulgativo-educativi) e pubblica e dirige il mensile Il Musulmano fino al 1994.
Al termine del 1994, dopo cinque anni di lavoro, pubblica la prima edizione del Saggio di Traduzione Interpretativa del Santo Corano inimitabile, traduzione integrale e commentata per gli italiani e gli italofoni; questa versione viene scelta dall'Arabia Saudita come interpretazione di riferimento in lingua italiana, divenendo la traduzione ufficiale. Una delle edizioni della Newton Compton è stata criticata da Magdi Allam nel 2004 sul Corriere della Sera. Nel 1998 è tra i fondatori del Consiglio Islamico d'Italia, l'organismo voluto dall'UCOII, dalla Lega Musulmana Mondiale-Italia e dal Centro Islamico Culturale d'Italia, per dare rappresentanza unitaria ai musulmani di fronte allo Stato italiano e stipulare un'Intesa ex art. 8 della Costituzione italiana.
Nel 2005 è eletto portavoce dell'European Muslim Network, costituito a Bruxelles e presieduto da Ṭāriq Ramaḍān. Nel 2007 rinuncia a tutte le cariche organizzative scegliendo di dedicarsi solo all'attività editoriale e alla scrittura. Dopo il divorzio dalla prima moglie, si è risposato civilmente con una donna marocchina. Dal primo matrimonio ha avuto tre figli, dal secondo due. Il primo dei suoi cinque figli, Davide Piccardo, è coordinatore del Coordinamento delle Associazioni Islamiche di Milano e Monza e Brianza (CAIM) e collaboratore dell'Huffington Post nella sua filiale italiana.
Nei primi anni 2000, l'Unione delle comunità e organizzazioni islamiche in Italia non aveva una traduzione ufficiale del Corano in lingua italiana, e le edizioni più diffuse nelle moschee e nei centri islamici erano quelle di Alessandro Bausani, Gabriele Mandel e Piccardo, che con Mandel è stato anche coautore del libro Islam e Stato Italiano.

Le opere degli islamisti Bausani e Mandel hanno il testo arabo e sono corredate da un apparato critico di note filologiche, storiche e teologiche.

## Controversie
Nel 2006 viene citato da Magdi Allam sulle pagine del Corriere della Sera come poligamo. La moglie italiana di Piccardo, un'insegnante di nome Lia, negò che si trattasse di un matrimonio poligamo e denunciò Magdi Allam per aver pubblicato delle email private senza il suo consenso.

## Libri pubblicati
- La via del musulmano (traduzione di Al Minhaj al Muslim, testo di giurisprudenza)
- Saggio di Traduzione Interpretativa del Santo Corano inimitabile.
- La vita del Profeta Muhammad, Al Hikma, 2007. ISBN 8895274008
- Anéla il petto, Al Hikma, 2002. ISBN 8890180137 (dedicato ai Nomi di Allah)
- Il Puzzle del Derviscio, Centro Studi Europeo Ibn Sina, 2005. ISBN 8890178205 (romanzo fantapolitico islamico)
- Luci prima della Luce (invocazioni all'Altissimo)
- Ode alla Rossa, Liberodiscrivere, 2007. ISBN 978-8873881223 (poesia)
- Miracolo a Baghdad, Al Hikma, 2008. ISBN 8895274016 (romanzo fantapolitico islamico)